# Етноніміка
Етноні́міка (від грец. έθνος — «народ» і грец. όνομα — «ім'я») — історична дисципліна, яка вивчає етноніми (назви етносів); один із розділів ономастики.

## Загальні відомості
Оскільки інформація, вміщена у назві, вказує не лише на походження назви, а й розселення, устрій, діяльність, культуру, зв'язки із іншими етносами та ін., деякі дослідники вважають, що етноніміка є окремою наукою у блоці спеціальних історичних дисциплін. Пояснюється це тим, що етнічні назви використовують для визначення назв не лише для окремих етносів, але й для окремих груп (перси, скіфи, татари) і етнічних територій (українці, чехи, шведи ), держав.
Для дослідження етноніміка використовує ті ж методи що й ономастика. Багато назв походить від назв зброї, сільськогосподарського реманенту, особливості верхнього одягу, продуктів харчування. Деякі назви походять від певного роду (вятичі і радимичі — від імені Вятко і Радич), а також від племінного вождя (Ногай — ногайдці, Лотар — лотаринги).
Етноніміка — молода наука і подальша її доля залежатиме від розвитку археології, етнографії та спеціальних історичних дисциплін.